# Коле Сан Ђакомо (Л'Аквила)
Коле Сан Ђакомо (итал. Colle San Giacomo) је насеље у Италији у округу Л'Аквила, региону Абруцо.
Према процени из 2011. у насељу је живело 139 становника. Насеље се налази на надморској висини од 743 м.